# Armin Münch (Schauspieler)
Armin Münch (* 13. Januar 1903 in Dortmund; † 2. Oktober 1957 in Berlin) war ein deutscher Schauspieler, Hörspiel- und Synchronsprecher.

## Leben
Münch absolvierte eine Ausbildung an der von Max Reinhardt gegründeten Schauspielschule des Deutschen Theaters in Berlin. Nach ersten Stationen an Theatern in Dortmund und Mönchengladbach bekam er ein Engagement an die von den Brüdern Alfred und Fritz Rotter geführten Rotterbühnen nach Berlin. Dort trat er unter anderem im Metropol-Theater, dem Theater im Admiralspalast und dem Varieté-Theater Plaza auf.
Ab dem Jahr 1935 wirkte er auch in verschiedenen Filmproduktionen überwiegend in Nebenrollen mit. Darunter befanden sich auch die nationalsozialistischen Propagandafilme Achtung! Feind hört mit! und Jud Süß, wobei letzterer heute als Vorbehaltsfilm in Deutschland nur unter strengen Voraussetzungen aufgeführt werden kann. Er spielte aber auch in Unterhaltungsfilmen wie Kitty und die Weltkonferenz von Helmut Käutner mit Hannelore Schroth, Fritz Odemar und Max Gülstorff und Quax, der Bruchpilot von Kurt Hoffmann mit Heinz Rühmann, Karin Himboldt und Harry Liedtke. Münch stand 1944 in der Gottbegnadeten-Liste des Reichsministeriums für Volksaufklärung und Propaganda.
Nach 1945 wendete sich Armin Münch überwiegend dem Hörfunk zu. Für die Sender RIAS Berlin, Nordwestdeutscher Rundfunk (NWDR) und Bayerischer Rundfunk hatte er Auftritte in zahlreichen Kabarettsendungen und einigen Hörspielen. Ebenso kamen im Jahr 1949 gemeinsam mit Betty Sedlmayr Schallplattenaufnahmen (Produktion Amiga) mit Liedern von Walter Kollo hinzu.
Im Fernsehen war er im Jahr 1953 in der Produktion Was nicht im Baedecker steht: Bitte, einsteigen zu Käses Rundfahrt! mit Erich Fiedler, Ekkehard Fritsch und Brigitte Mira zu sehen. Armin Münch betätigte sich auch als Synchronsprecher. So konnte man ihn 1951 in der Produktion der Walt-Disney-Studios Alice im Wunderland in der Rolle des Dodo als deutsche Stimme hören.
Armin Münch war verheiratet und hatte eine Tochter. Er verstarb am 2. Oktober 1957 in Berlin-Schöneberg.

## Filmografie (Auswahl)
- 1935: Stradivari
- 1935: Verlieb Dich nicht am Bodensee
- 1936: Knigge und wir
- 1936: Klein, aber mein
- 1937: Manege
- 1937: Der Unwiderstehliche
- 1938: Die Brillanten der Moranows
- 1938: Das Protektionskind
- 1939: Hochzeit mit Hindernissen
- 1939: Flucht ins Dunkel
- 1939: Kitty und die Weltkonferenz
- 1939: Johannisfeuer
- 1939: Kornblumenblau
- 1939: Robert und Bertram
- 1940: Frau nach Maß
- 1940: Die 3 Codonas
- 1940: Achtung! Feind hört mit!
- 1940: Jud Süß
- 1941: Familienanschluß
- 1941: Leichte Muse
- 1941: Quax, der Bruchpilot
- 1942: Zwischen Himmel und Erde
- 1942: Das große Spiel
- 1942: Fronttheater
- 1943: Akrobat schö-ö-ö-n
- 1944: Ein schöner Tag
- 1944: Das war mein Leben
- 1945: Der Fall Molander
- 1953: Was nicht im Baedecker steht: Bitte, einsteigen zu Käses Rundfahrt! (Fernsehfilm)
- 1953: Knall und Fall als Detektive

## Hörspiele (Auswahl)
- 1951: Es kommt doch an den Tag – Regie: Werner Oehlschläger
- 1952: Mein Name ist Heinzelmann – Regie: Werner Oehlschläger